# Thêm bớt (đột biến)

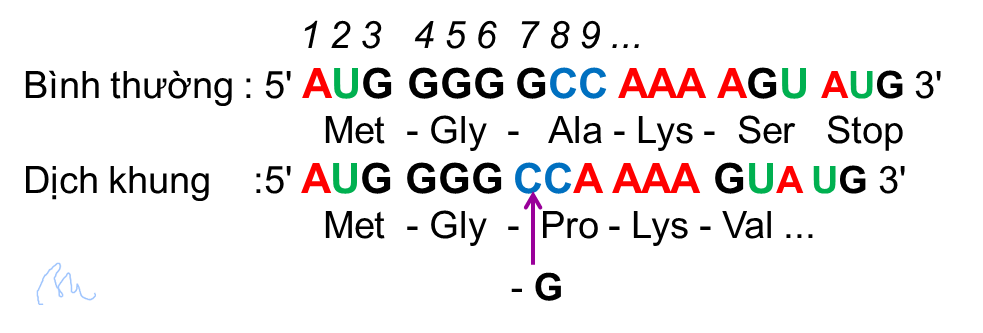
Bớt (hay xoá, mất) nuclêôtit G (guanin) là một dạng của "đột biến thêm bớt", dẫn đến biến đổi trình tư amino acid.

Thêm bớt là một thuật ngữ về đột biến gen trong sinh học phân tử, nói về loại đột biến thêm (hay chèn) hoặc bớt (hoặc mất hay xoá) một hay nhiều nuclêôtit của phân tử axit nuclêic (thường là DNA). Khái niệm này dịch từ thuật ngữ tiếng Anh indel (IPA: /ɪndɛl/) là từ ghép các chữ tắt của từ nguyên insertion (chèn hoặc thêm) và deletion (xoá hoặc bỏ).
- Theo nghĩa hẹp ở trình độ sinh học phổ thông hiện nay, thì thêm bớt là đột biến điểm chỉ xảy ra ở một hoặc một cặp nuclêôtit dẫn đến gen bị một hoặc một cặp nuclêôtit chèn (hay thêm) vào chuỗi, hoặc bị xóa (hay mất) tức là loại bỏ khỏi chuỗi và gồm hai dạng (xem dưới đây).[4] Trường hợp này luôn dùng thành cụm từ "đột biến thêm mất" để cho dễ hiểu hơn và đỡ nhầm với thêm hay bớt nhiễm sắc thể là loại đột biến khác hẳn.[4][5] Thuật ngữ indel cũng có thể dịch là đột biến chèn xoá.
- Theo nghĩa đầy đủ hơn, thì thêm bớt là biến dị di truyền trong phạm vi nhỏ, có thể làm thay đổi từ 1 đến 10 000 cặp nuclêôtit. Trong đó phân biệt microindel (micrô inđen) là dạng biến đổi trong phạm vi 1 đến 50 nuclêôtit.[1][2][3][6]

Đột biến thêm bớt xảy ra trong vùng mã hoá luôn dẫn đến đột biến dịch khung đọc mã (xem hình).

## Các loại
Trong các tài liệu hiện đại liên quan đến vấn đề này, đột biến thêm bớt được phân biệt thành hai nhóm.
- Loại thêm bớt thuộc dạng đột biến điểm (ở một cặp nuclêôtit) được chia thành hai dạng: đột biến thêm một cặp nuclêôtit và đột biến mất một cặp nuclêôtit.[4] Nhóm này được đặc trưng bởi thêm bớt trong phạm vi một cặp nuclêôtit, dù vậy loại này "sai một li (vẫn) đi một dặm" do làm lệch khung đọc mã, nhất là đột biến thêm bớt này xảy ra trong phạm vi hoạt động của phức hợp dịch mã tại vùng khung đọc mở.
- Loại microindel (có thể dịch là đột biến thêm bớt vi mô hoặc vi thay thế) khi đột biến trong phạm vi lớn hơn một cặp nuclêôtit, còn tối đa đến khoảng 50 cặp nuclêôtit. Loại này thường là nguyên nhân quan trọng gây ung thư. Các đột biến gây ung thư ở gen LacI của chuột xanh to (Big Blue Mouse) có 2,8% là vi thêm (microinsertion) và 11,5% là vi bớt (microdeletion).[7]

Ngoài ra, thêm bớt xảy ra ở tế bào sinh dưỡng thì gọi là đột biến thêm bớt xôma (somatic indel), xảy ra ở tế bào mầm thì gọi là đột biến thêm bớt dòng mầm (germline indel), xảy ra ở giao tử thì gọi là đột biến thêm bớt giao tử (gametophyte indel).